# Plymouth Concord
La Plymouth Concord est un modèle du constructeur automobile américain Plymouth produit de 1951 à 1952, par renommage et léger facelift des Plymouth Deluxe à empattement court, apparues en 1949. Plus courte et plus basse que les Plymouth Deluxe, Cambridge et Cranbrook dont elles sont dérivées, il s'agit de l'un des premiers modèles compacts (ou intermédiaires) aux USA. La Dodge Wayfarer, plus grande, reprend le même principe en étant dérivée des Dodge full-size.
Lorsque les carrosseries de en 1949 sont remplacées en 1953, le modèle n'est pas reconduit et il faudra attendre les Valiant de 1960 pour que Plymouth commercialise à nouveau des voitures au châssis plus court.

## Historique

### Genèse
En 1949, les trois grandes marques américaines à bas prix — Chevrolet, Ford et Plymouth — mettent enfin sur le marché leurs premiers modèles neufs, remplaçant des modèles conçus avant-guerre.
Alors que ses deux rivaux ne proposent que modèles de mêmes dimensions, Plymouth, imité en cela par Dodge avec sa Wayfarer, innove en créant un châssis raccourci pour certains de ses modèles. Les Plymouth Deluxe et Special Deluxe sont divisés en deux séries à l'empattement différent :
- 118 ¹⁄₂ pouces : berlines quatre portes, les coupés "club" (berlines deux portes), cabriolets et breaks quatre portes "woody" ;
- 111 pouces : berlines deux portes "fastback", coupé utilitaire "business" et break deux portes "Suburban".

Économisant près de 230 livres par rapport aux Plymouth "full-size", les trois modèles à châssis court (classés dans la série P17 "Deluxe") sont fournis avec une finition de base (intérieurs dépouillés et peu de chromes), sauf le break Suburban — premier break tout-acier fabriqué aux Etats-Unis — pourvu d'une suspension plus complète, d'un habitacle moins austère et de gardes de pare-chocs comme sur les P18 Special Deluxe. Ce modèle, pourtant parmi les plus onéreux au catalogue Plymouth cette année, seulement surpassé par les cabriolets et breaks woody, connaît néanmoins un franc succès avec 19 220 exemplaires en 1949 et davantage l'année suivante, où Plymouth décide d'en dériver une version Special Deluxe.

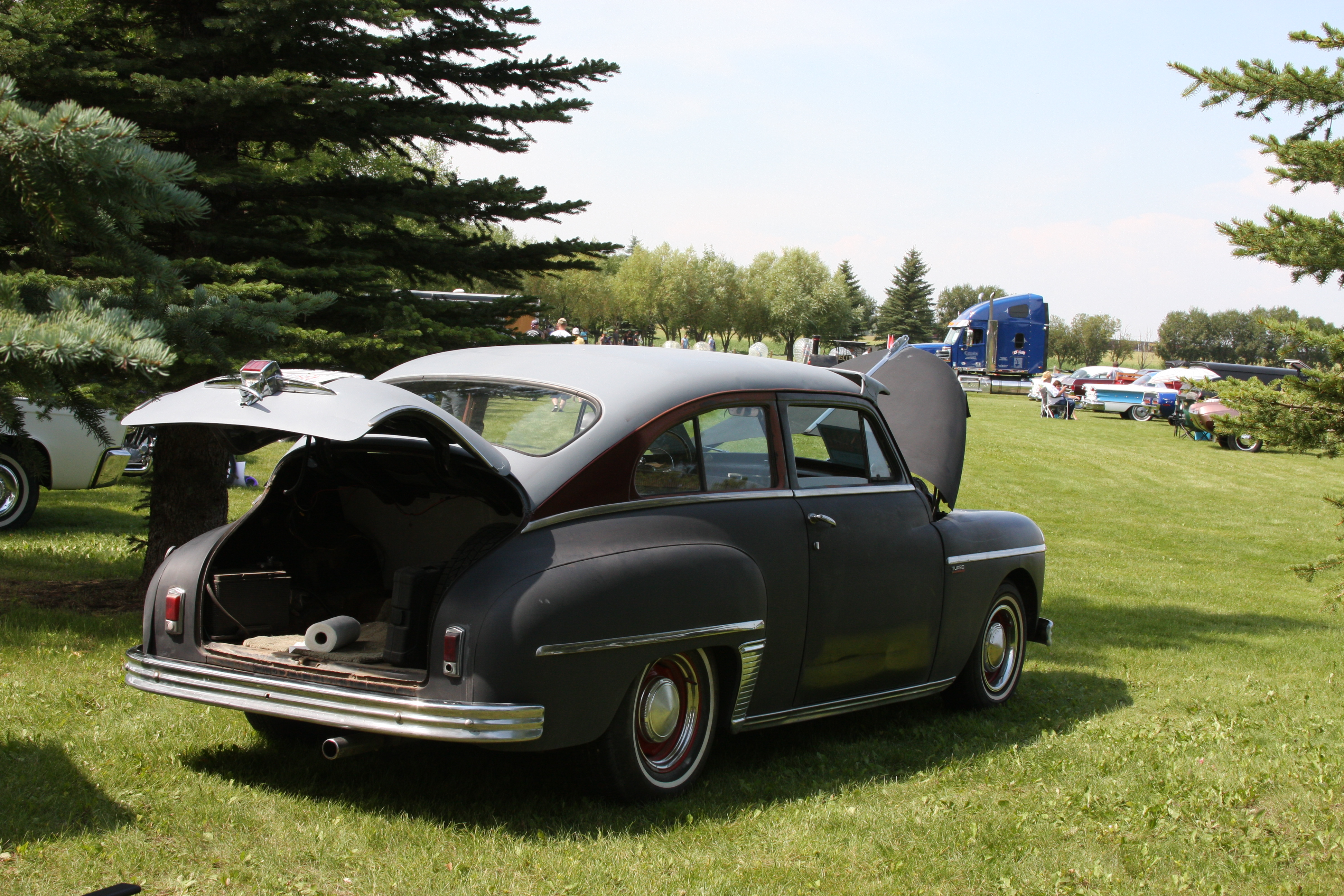
Berline fastback de 1949.

Les autres modèles courts qui seront repris tels quels dans la gamme Concord en 1951 consistent en un "business coupe", coupé utilitaire sans siège arrière au coffre surdimensionné destiné aux voyageurs de commerce, et une berline deux portes compacte, à l'arrière fastback arrondi. Le groupe Chrysler produit ainsi son seul modèle purement fastback de cette génération, alors que GM et plusieurs marques indépendantes adoptent ce style pour des séries entières, et réalise des ventes honorables avec ce modèle, devant les Suburban en 1949.

### Lancement
En 1951, Plymouth renomme l'ensemble de ses modèles : les Deluxe à châssis long devenant les Cambridge, les Special Deluxe devenant les Cranbrook tandis qu'un nom séparé (Plymouth Concord) est utilisé pour les Deluxe courtes, toujours représentées par trois modèles : business coupe, berline fastback et break deux portes Suburban. La version luxueuse de ce dernier prend l’appellation de Savoy mais reste inféodée aux Concord.
L'aspect extérieur évolue légèrement sur tous les modèles, les berlines fastback étant redessinées avec de nouvelles vitres latérales dont le bord inférieur remonte vers l'arrière avec un raccord diagonal que l'on retrouve aussi sur les Chevrolet Fleetline (1949-1952). Marquée par les répercussions de la Guerre de Corée, l'année 1951 se termine avec 91 352 Concord produites, en recul de plus de 20% par rapport aux modèles à châssis court de l'année précédente. En 1952, après plusieurs années de retard sur les marques rivales, l'overdrive (système de surmultiplication des rapports de transmission) est disponible en option sur toutes les Plymouth ; jusqu'en 1954, il n'y a pas de boîte de vitesses automatique. Sur les Concord, chaussées de pneus de diamètre inférieur, cette option exige le montage de pneumatiques issus des gammes Cambridge et Cranbrook. Une version "super cushion", recommandée sur les breaks Suburban, existe depuis 1951.

### Disparition
Les modèles courts de Plymouth et Dodge ne sont pas renouvelés en 1953, en raison du manque d'intérêt des acheteurs pour les automobiles de plus petite taille à cette époque. Du côté de Chevrolet et Ford, les projets d'automobiles destiné à ce marché n'ont pas dépassé le stade de prototype, restant l'apanage des constructeurs indépendants, et il faudra attendre 1960 pour que les trois grandes marques et leurs équivalents premium n'investissent à nouveau ce segment, avec les Chevrolet Corvair, Ford Falcon et Plymouth Valiant. Rapidement oubliées et démodées, les Plymouth Concord et leurs prédécesseures Deluxe ont eu davantage de succès à l'exportation et étaient appréciées des amateurs de courses pour leur endurance et ont remporté plusieurs épreuves de consommation réduite. Modèle économique, la Plymouth Concord était néanmoins plus chère que des Ford et Chevrolet de taille supérieure ; la disparition des Concord et Wayfarer permet au groupe Chrysler de réaliser des économies sur les chaînes de montage.
Rescapée de la gamme Concord, le break Plymouth Suburban est reconduit en 1951 mais sur un châssis full-size. Il existera jusqu'en 1961 et sera ressuscité comme nom pour la version break des Plymouth Fury, au sommet de la gamme, de 1968 à 1978.

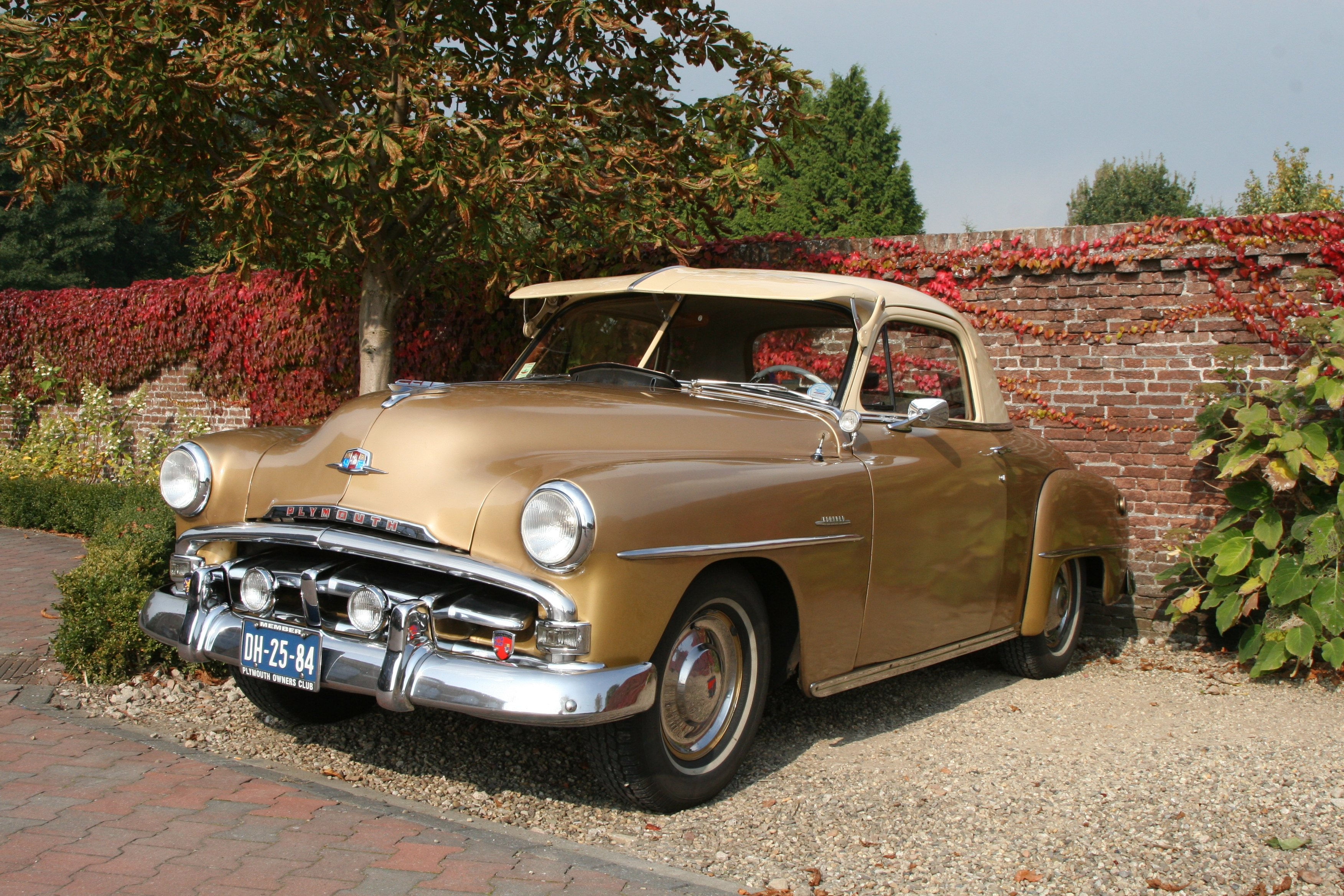
Coupé business de 1951 aux Pays-Bas.
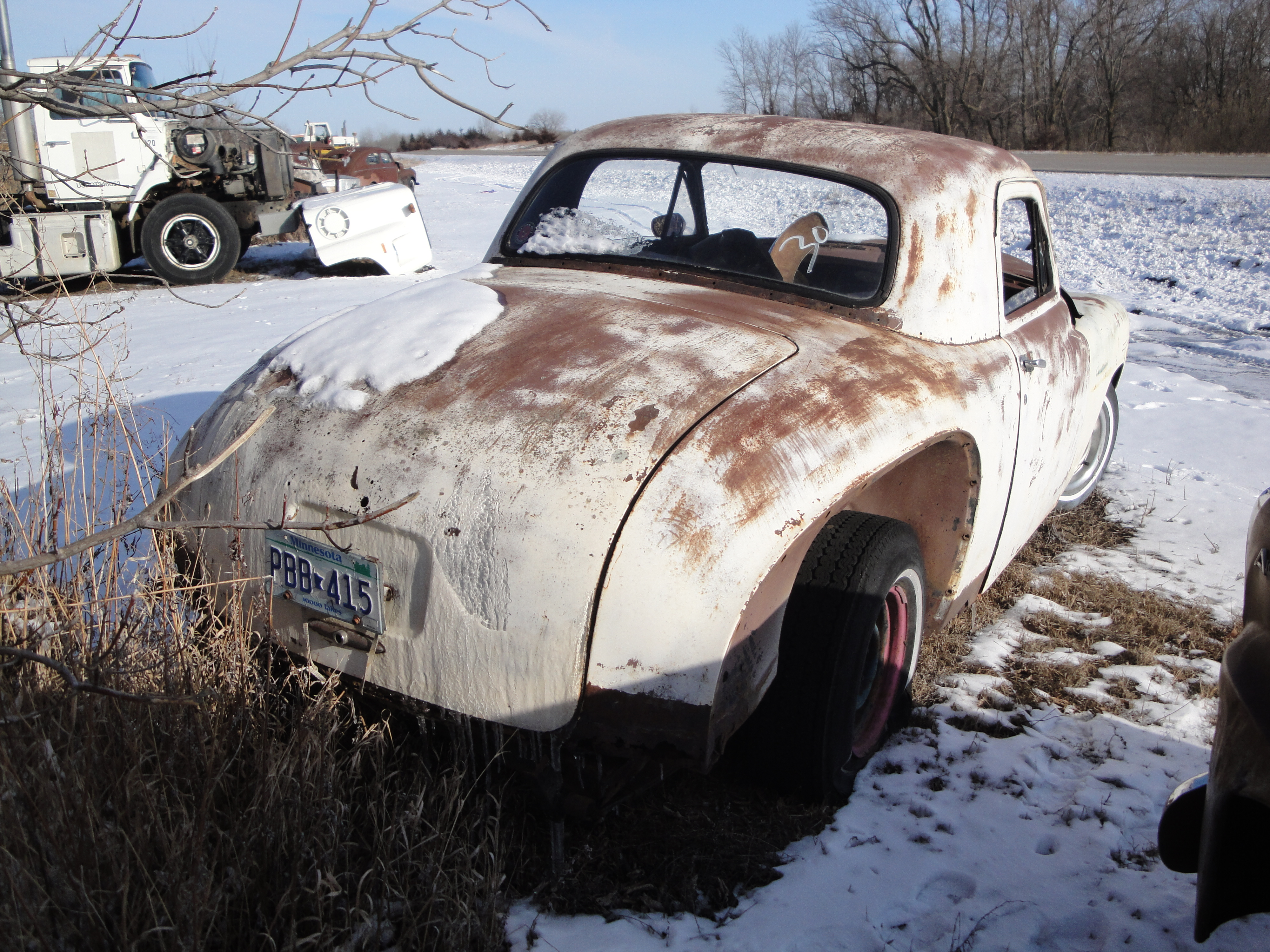
Modèle 1952, à noter les ailes démontables.
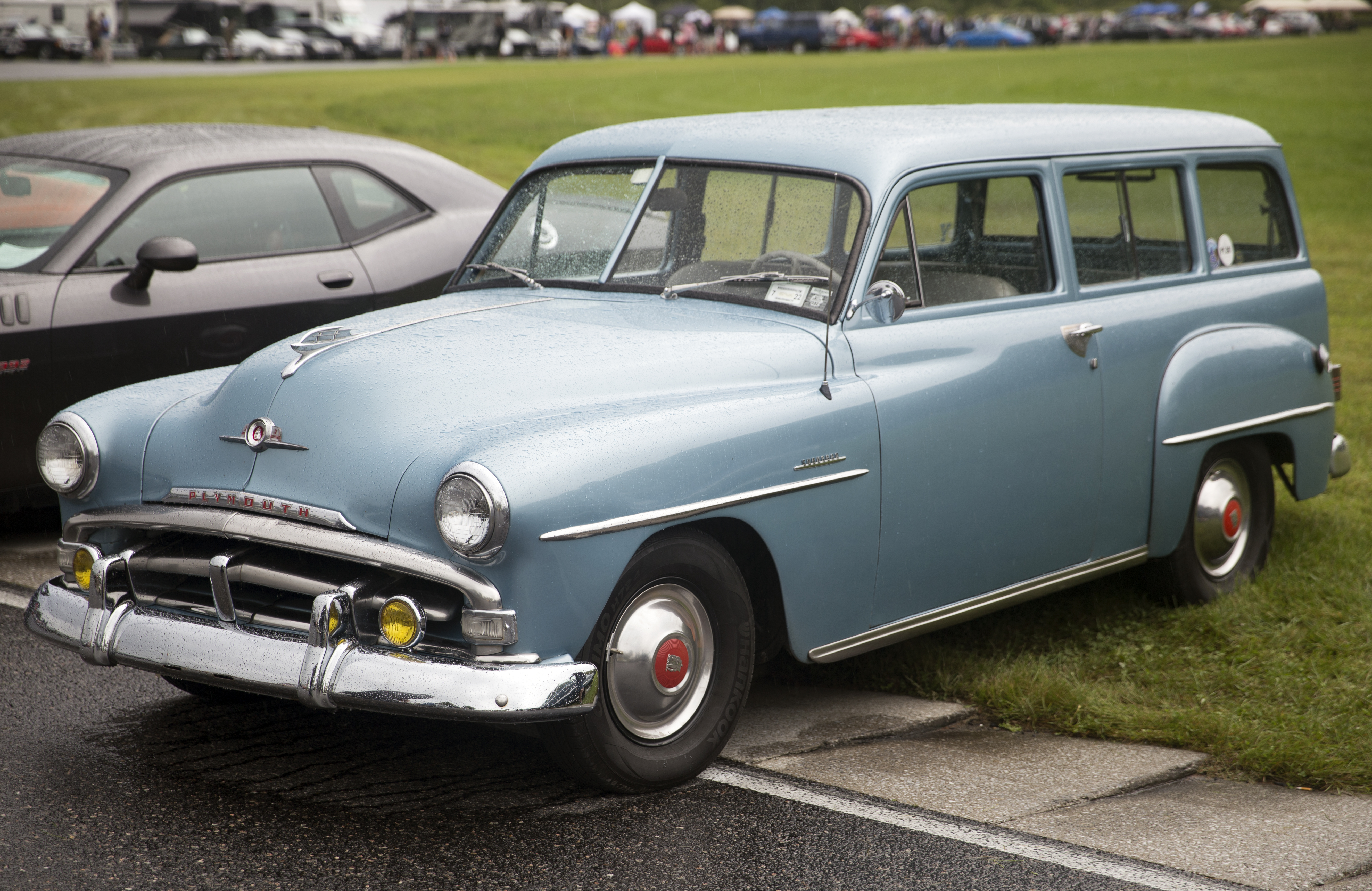
Break Suburban de 1952.
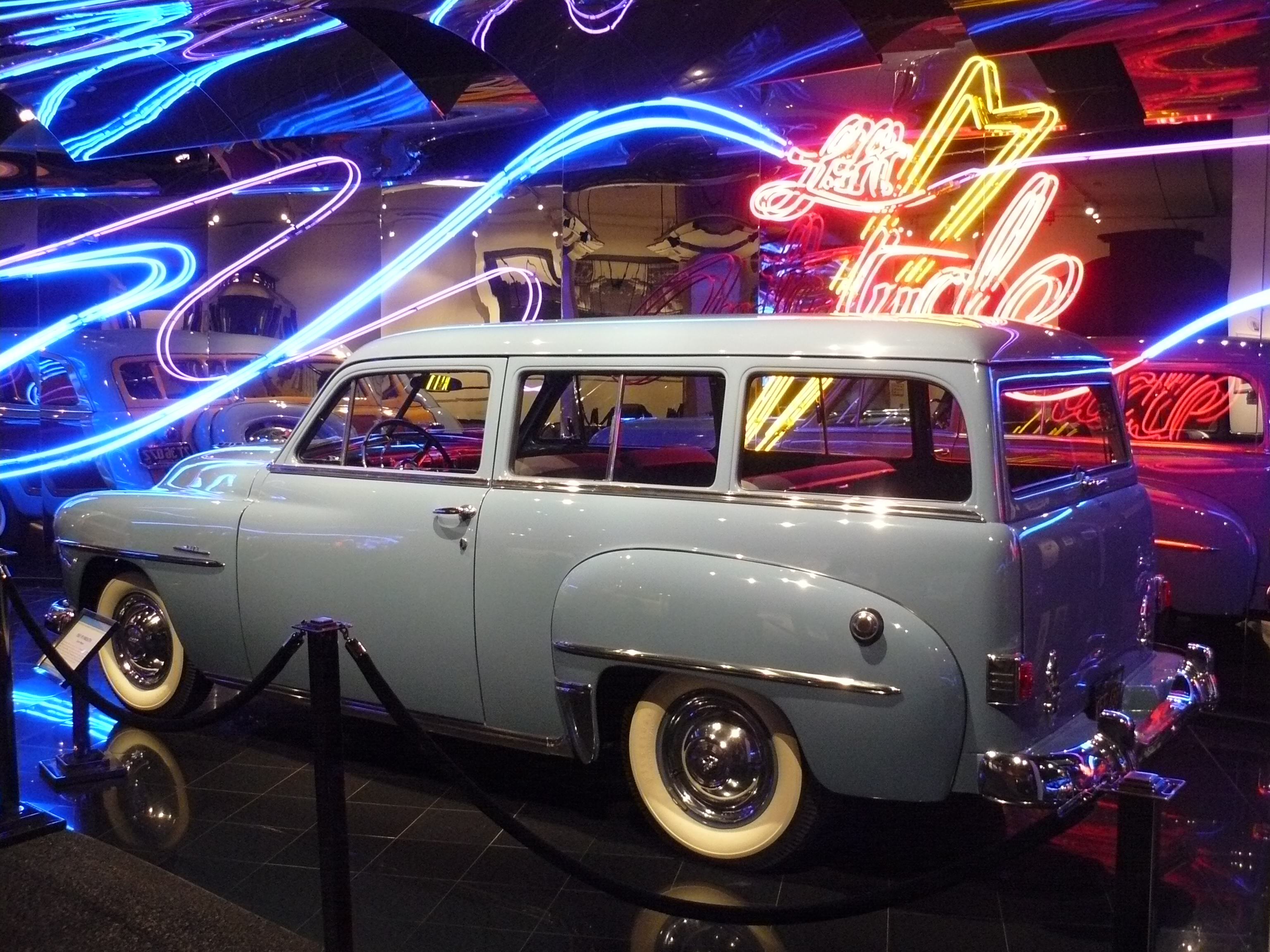
Suburban de 1951, finition Savoy.

## À l'exportation
Des Plymouth Concord et Deluxe courtes ont été vendues hors de l'Amérique du Nord, notamment sur le sud du continent ainsi qu'en Europe.

### Kingsway à châssis de 111 pouces
Au Canada, de nombreux modèles spécifiques ont été créés afin que les concessions automobiles de marques considérées comme luxueuses aux USA disposent d'automobiles à prix plancher. Plymouth et Dodge ne faisant pas exception, on crée dès 1940 la Dodge Kingsway : des Plymouth (plus courtes que leurs équivalents Dodge) rebadgés et dotés d'une calandre Dodge.
Lorsque apparaissent les nouveaux modèles de 1949, les trois versions à châssis court (break, business coupe et fastback) sont également concernées, malgré la commercialisation au Canada des Dodge Wayfarer. Les modèles 1949 et 1950 sont classés dans les séries D31 et D35 ; celles de 1951-1952 deviennent les Kingsway D39. Les totaux de production sont inconnus, celles assemblées après 1950 étant référencées comme des Plymouth dans les registres. Peu de ces automobiles, plus courtes que les Wayfarer, elles-mêmes plus petites que les Kingsway à châssis standard, ont survécu. Le modèle Kingsway, assemblé dans des usines canadiennes, ainsi qu'aux États-Unis où il n'est cependant pas commercialisé, a également été produit pour le marché de l'exportation (pays du sud, Inde et Europe). Le break Suburban, seul modèle de break deux portes portant alors l'écusson Dodge, a notamment été exporté au Brésil.

### Dodge Wayfarer
De 1949 à 1952, Dodge a réalisé des automobiles selon le même concept : carrosseries deux-portes sur un châssis raccourci, 115 pouces contre 119½. Les Dodge Wayfarer ne comptaient pas de break deux portes mais comportent un cabriolet roadster ; les berlines ont un coffre proéminent (ce qui n'en fait pas de véritables fastback).